# Grzegorz Sobiński
Grzegorz Sobiński (ur. 30 grudnia 1987 w Łęczycy) – polski lekkoatleta, sprinter i płotkarz. Zawodnik MKLA Łęczyca.

## Życiorys
Przełomem w jego karierze był sezon halowy 2008, kiedy to udanymi biegami w Spale (47,48 w biegu testowym oraz 47,80 podczas Halowych Mistrzostw Polski) wywalczył sobie przepustkę do reprezentowania Polski podczas Halowych Mistrzostw Świata w Lekkoatletyce (Walencja 2008). Do Hiszpanii leciał jako rezerwowy, jednak wystąpił w finale biegu sztafetowego 4 x 400 metrów, gdzie polska sztafeta zajęła 4. miejsce. Sobiński biegł na czwartej, ostatniej zmianie, przed nim biegli Piotr Kędzia, Piotr Klimczak oraz Wojciech Chybiński.
Brązowy medalista mistrzostw Polski w biegu na 400 metrów przez płotki (2010). Halowy mistrz kraju na 400 metrów (2013).
Zawodowo podjął służbę w Państwowej Straży Pożarnej.

## Rekordy życiowe
- bieg na 400 metrów przez płotki – 51,33 (2009)
- bieg na 300 metrów (stadion) – 34,42 (2008)
- bieg na 300 metrów (hala) – 33,86 (2014)
- bieg na 400 metrów (hala) – 47,14 (2013)